# Promozione Sardegna 1989-1990
Nella stagione 1989-1990 la Promozione era sesto livello del calcio italiano (il massimo livello regionale). Qui vi sono le statistiche relative al campionato in Sardegna.
Il campionato è strutturato in vari gironi all'italiana su base regionale, gestiti dai Comitati Regionali di competenza. Promozioni alla categoria superiore e retrocessioni in quella inferiore non erano sempre omogenee; erano quantificate all'inizio del campionato dal Comitato Regionale secondo le direttive stabilite dalla Lega Nazionale Dilettanti, ma flessibili, in relazione al numero delle società retrocesse dal Campionato Interregionale e perciò, a seconda delle varie situazioni regionali, la fine del campionato poteva avere degli spareggi sia di promozione che di retrocessione.
Questo è il campionato regionale della regione Sardegna organizzato dal Comitato Regionale Sardo.

## Girone A

### Squadre partecipanti
| Club                            | Città                  | Stadio | Stagione precedente |
| ------------------------------- | ---------------------- | ------ | ------------------- |
| G.S. Assemini                   | Assemini (CA)          |        |                     |
| Pol. Sirio                      | Cagliari               |        |                     |
| S.S. Carloforte                 | Carloforte (SU)        |        |                     |
| S.S.R. Decimoputzu              | Decimoputzu (SU)       |        |                     |
| Pol. Fersulcis                  | Iglesias (SU)          |        |                     |
| G.S. Gonnesa                    | Gonnesa (SU)           |        |                     |
| U.S. Guspini                    | Guspini (SU)           |        |                     |
| Pol. Iglesias                   | Iglesias (SU)          |        |                     |
| Pol. Libertas Barumini          | Barumini (SU)          |        |                     |
| U.S. Monreale Quartu Sant'Elena | Quartu Sant'Elena (CA) |        |                     |
| U.S. Picchi Vini Jerzu          | Jerzu (NU)             |        |                     |
| Pol. Pula                       | Pula (CA)              |        |                     |
| U.S. San Sperate                | San Sperate (SU)       |        |                     |
| G.S. Selargius                  | Selargius (CA)         |        |                     |
| Pol. Senorbì                    | Senorbì (SU)           |        |                     |
| Pol. Sguotti                    | Carbonia (SU)          |        |                     |
| G.S. Sinnai                     | Sinnai (CA)            |        |                     |
| S.S. Villacidro                 | Villacidro (SU)        |        |                     |

### Classifica finale
|  | Pos. | Squadra                    | Pt | G  | V  | N  | P  | GF | GS | DR  |
|  | ---- | -------------------------- | -- | -- | -- | -- | -- | -- | -- | --- |
|  | 1.   | Selargius                  | 45 | 34 | 17 | 11 | 6  | 59 | 28 | +31 |
|  | 2.   | Sinnai                     | 44 | 34 | 16 | 12 | 6  | 56 | 26 | +30 |
|  | 3.   | Fersulcis                  | 44 | 34 | 18 | 8  | 8  | 53 | 37 | +16 |
|  | 4.   | Iglesias                   | 42 | 34 | 15 | 12 | 7  | 47 | 30 | +17 |
|  | 5.   | Sguotti                    | 39 | 34 | 13 | 13 | 8  | 32 | 24 | +8  |
|  | 6.   | Carloforte                 | 37 | 34 | 12 | 13 | 9  | 42 | 34 | +8  |
|  | 7.   | Decimoputzu                | 33 | 34 | 10 | 13 | 11 | 41 | 37 | +4  |
|  | 8.   | Libertas Barumini          | 33 | 34 | 9  | 15 | 10 | 39 | 40 | -1  |
|  | 9.   | Sirio                      | 33 | 34 | 11 | 11 | 12 | 35 | 39 | -4  |
|  | 10.  | Monreale Quartu Sant'Elena | 32 | 34 | 9  | 14 | 11 | 35 | 35 | 0   |
|  | 11.  | Pula                       | 32 | 34 | 9  | 14 | 11 | 26 | 32 | -6  |
|  | 12.  | San Sperate                | 30 | 34 | 8  | 14 | 12 | 29 | 34 | -5  |
|  | 13.  | Guspini                    | 30 | 34 | 10 | 10 | 14 | 44 | 55 | -11 |
|  | 14.  | Gonnesa                    | 29 | 34 | 8  | 13 | 13 | 33 | 39 | -6  |
|  | 15.  | Villacidro                 | 29 | 34 | 7  | 15 | 12 | 28 | 42 | -14 |
|  | 16.  | Senorbì                    | 28 | 34 | 9  | 10 | 15 | 27 | 50 | -23 |
|  | 17.  | Pol. Assemini, Assemini    | 27 | 34 | 9  | 9  | 16 | 32 | 59 | -27 |
|  | 18.  | Picchi Vini Jerzu (-1)     | 24 | 34 | 6  | 13 | 15 | 31 | 48 | -17 |

## Girone B

### Squadre partecipanti
| Club                         | Città                     | Stadio | Stagione precedente |
| ---------------------------- | ------------------------- | ------ | ------------------- |
| Pol. Ales                    | Ales (OR)                 |        |                     |
| Pol. Alghero                 | Alghero (SS)              |        |                     |
| Pol. Arzachena               | Arzachena (SS)            |        |                     |
| C.S. Bosa                    | Bosa (OR)                 |        |                     |
| Pol. Buddusò                 | Buddusò (SS)              |        |                     |
| Pol. Calmedia                | Bosa (OR)                 |        |                     |
| U.S. Castelsardo             | Castelsardo (SS)          |        |                     |
| S.P. Ittiri                  | Ittiri (SS)               |        |                     |
| Pol. Libertas Padru          | Padru (SS)                |        |                     |
| S.S. Oschirese               | Oschiri (SS)              |        |                     |
| A.C. Porto Torres            | Porto Torres (SS)         |        |                     |
| U.S. San Teodoro             | San Teodoro (SS)          |        |                     |
| S.S. Santa Maria di Tergu    | Tergu (SS)                |        |                     |
| U.S. Santa Teresa di Gallura | Santa Teresa Gallura (SS) |        |                     |
| Sorso Calcio                 | Sorso (SS)                |        |                     |
| G.S. Tavolara                | Olbia                     |        |                     |
| A.P. Terralba                | Terralba (OR)             |        |                     |
| Pol. Thiesi                  | Thiesi (SS)               |        |                     |

### Classifica finale
|  | Pos. | Squadra                 | Pt | G  | V  | N  | P  | GF | GS | DR  |
|  | ---- | ----------------------- | -- | -- | -- | -- | -- | -- | -- | --- |
|  | 1.   | Terralba                | 48 | 34 | 18 | 12 | 4  | 48 | 25 | +23 |
|  | 2.   | Sorso                   | 47 | 34 | 15 | 17 | 2  | 41 | 18 | +23 |
|  | 3.   | Santa Teresa di Gallura | 45 | 34 | 17 | 11 | 6  | 42 | 23 | +19 |
|  | 4.   | Castelsardo             | 44 | 34 | 16 | 12 | 6  | 45 | 30 | +15 |
|  | 5.   | Tavolara                | 43 | 34 | 15 | 13 | 6  | 53 | 36 | +17 |
|  | 6.   | Buddusò                 | 42 | 34 | 14 | 14 | 6  | 43 | 26 | +17 |
|  | 7.   | Libertas Padru          | 36 | 34 | 12 | 12 | 10 | 39 | 39 | 0   |
|  | 8.   | Thiesi                  | 35 | 34 | 12 | 11 | 11 | 46 | 36 | +10 |
|  | 9.   | Ittiri                  | 33 | 34 | 10 | 13 | 11 | 28 | 32 | -4  |
|  | 10.  | Bosa                    | 31 | 34 | 6  | 19 | 9  | 26 | 29 | -3  |
|  | 11.  | Santa Maria di Tergu    | 30 | 34 | 8  | 14 | 12 | 28 | 43 | -15 |
|  | 12.  | Calmedia                | 29 | 34 | 5  | 19 | 10 | 24 | 38 | -14 |
|  | 13.  | Alghero                 | 28 | 34 | 9  | 10 | 15 | 28 | 37 | -9  |
|  | 14.  | Ales                    | 28 | 34 | 8  | 12 | 14 | 33 | 40 | -7  |
|  | 15.  | Arzachena               | 27 | 34 | 8  | 11 | 15 | 34 | 43 | -9  |
|  | 16.  | San Teodoro             | 26 | 34 | 8  | 10 | 16 | 32 | 39 | -7  |
|  | 17.  | Oschiri                 | 21 | 34 | 3  | 15 | 16 | 20 | 46 | -26 |
|  | 18.  | Porto Torres            | 19 | 34 | 6  | 7  | 21 | 35 | 65 | -30 |